# Сельское поселение Гвардейцы
Сельское поселение Гвардейцы — муниципальное образование в Борском районе Самарской области.
Административный центр — село Гвардейцы.

## Административное устройство
В состав сельского поселения Гвардейцы входят:
- село Гвардейцы,
- село Благодаровка,
- село Покровка,
- село Широченка.